# Романы (Полтавская область)
Романы (укр. Романи) — село,
Кирилло-Анновский сельский совет,
Зеньковский район,
Полтавская область,
Украина.
Население по переписи 2001 года составляло 73 человека.

## Географическое положение
Село Романы находится на одном из истоков реки Мужева-Долина,
ниже по течению на расстоянии в 0,5 км расположено село Яцино-Окари.
Река в этом месте пересыхает, на ней сделано несколько запруд.

## История
После 1945 года присоединён Масюки (Кандзюбин).
Есть на карте 1869 года.